# De stulna barnen
De stulna barnen är en barnbok från 2011 skriven av Jo Salmson, och är den första delen av fantasyserien Häxfolket. Boken är illustrerad av Natalia Batista.